# Zecchino d'Oro 1986
Il ventinovesimo Zecchino d'Oro si è svolto a Bologna dal 20 al 22 novembre 1986.
È stato presentato da Cino Tortorella. La sigla era We Are the World di Michael Jackson e Lionel Richie.
I brani in gara furono 13 invece di 12 poiché all'ultimo momento il Libano, che qualche mese prima aveva rinunciato alla partecipazione a causa della guerra civile che aveva sconvolto il paese in quegli anni, si presentò con un brano, Vola, palombella! e una piccola interprete, Nadine.
Amra shobai raja, da cui è stato tratto il testo di Siamo tutti re, è stato composto agli inizi del Novecento da Rabindranath Tagore, premio Nobel per la letteratura nel 1913.
Per la prima e unica volta nella storia, lo Zecchino d'Oro viene vinto ex aequo da tre brani, tutti non italiani: Amor di tamburello (Vietnam), Parla tu che parlo io (Ungheria) e Siamo tutti re (Bangladesh)

## Brani in gara
- Amico (Si je voulais un ami) ( Svizzera) (Testo italiano: Luciano Beretta) - Guerric Riedi (6 anni e ½)
- Amor di tamburello (Trông cóm) ( Vietnam) (Testo: Sandro Tuminelli/Musica: Giordano Bruno Martelli) - Tưởng Vy Đình Nguyễn (6 anni)
- Cin-ciam-pai (Testo: Francesco Rinaldi/Musica: Francesco Rinaldi) - Christian Parisi (6 anni)
- È partita la stazione (Testo: Vittorio Sessa Vitali/Musica: Mario Pagano) - Alessandra Sacco (6 anni)
- Il fazzoletto d'oro (Dili Dili) ( Cipro) (Testo: Giorgio Calabrese/Musica: Giordano Bruno Martelli) - Aristides Papanearchou (Αριστείδης Παπανεαρχου) (8 anni e ½)
- Parla tu che parlo io (Beszélj te, hogy beszélhessek) ( Ungheria) (Testo: Alberto Testa/Musica: Giordano Bruno Martelli) - Lídia Kovács (8 anni)
- Pubbli pubbli pubblicità (Testo: Alessandra Valeri Manera/Musica: Giordano Bruno Martelli) - Emanuele Piseddu (4 anni e ½)
- Siamo tutti re (আমরা সবাই রাজা) ( Bangladesh) (Testo: Luciano Beretta, Albano Bertoni/Musica: Giordano Bruno Martelli) - Awrin Haque (আওরিন হক) (6 anni)
- Suor Margherita (Testo: Vittorio Sessa Vitali/Musica: Giordano Bruno Martelli, Claudio Valle) - Debora Mangione (6 anni e ½)
- Tortuga, pirata sempre in fuga (Testo: Tony Martucci/Musica: Gianluigi Pezzera) - Andrea Corallo (6 anni e ½) e Dario Molinari (3 anni e ½)
- Tre luci (A estrelinha pisca-pisca) ( Portogallo) (Testo italiano: Fernando Rossi) - Maria Ana Clode (6 anni e ½)
- Vola, palombella! (يا عصفورة) ( Libano) (Testo italiano: Sandro Tuminelli) - Nadine Zarifeh (نادين ظريفة) (7 anni e ½)
- Zucchero Bill (Testo: Vittorio Sessa Vitali/Musica: Sergio Parisini) - Luigi Doronzo (6 anni), Donatello Epiro (5 anni) e Mauro Lo Curcio (4 anni e ½)